# Ghymes
Ghymes (читается: Гимеш) — венгерская группа, первоначально образованная в Университете словацкого города Нитра в 1984 году музыкантами, представляющими разные стили, начиная классической музыкой и заканчивая фольклором. Постепенно народные элементы срослись с собственным аутентичным стилем группы.
Стиль можно охарактеризовать как народный, причём в ритмах их песен угадывались не только венгерские мотивы, но и сербские, словацкие, средиземноморские. В 90-х гг группа стала особо успешной и приобрела популярность не только в Венгрии, но и за рубежом, получая раз за разом возможность выступить на престижных музыкальных форумах.
Самого большого успеха группа достигла в 2000 – 2001 гг, когда в свет вышел альбом Smaragdváros, принёсший коллективу мировую славу. 
Вскоре после этого в репертуаре группы Ghymes наблюдается тенденция перехода по большей части к джазовым композициям, которые тем не менее всё равно содержали народные мотивы.

## Состав
Уникальной чертой группы является тот факт, что двое из входящих в её состав музыкантов являются мультиинструменталистами. Так, например, Дьула Сарка является не только одним из вокалистов, но и ещё играет на гитаре, контрабасе, цитре, безладовом басу и лютне. Тамаш Сарка помимо исполнения песен, также играет на скрипке, лютне, гитаре, контрабасе, безладовом басу, цитре и на ударных.

## Происхождение названия группы
Название группы Ghymes – это венгерское название г. Еленец, который находится недалеко от Нитры.

## Дискография
| Альбомы | Альбомы                | Альбомы                    |
| Год     | Названиевенгр.         | рус.                       |
| ------- | ---------------------- | -------------------------- |
| 1988    | Az ifjúság sólyommadár | (Юность как сокол)         |
| 1991    | Ghýmes                 |                            |
| 1993    | Üzenet                 | Послание                   |
| 1995    | Bennünk van a kutyavér | В нас собачья кровь        |
| 1996    | Tűzugrás               | Прыжок огня                |
| 1998    | Rege                   | Легенда                    |
| 2000    | Smaragdváros           | Изумрудный город)          |
| 2001    | Üzenet                 | Послание - последний релиз |
| 2002    | Héjavarázs             | Заклинание ястреба         |
| 2003    | Ghymes koncert         | Концерт Ghymes             |
| 2004    | éGHYMESe               |                            |
| 2005    | Csak a világ végire…   | Только на край Света       |
| 2006    | Messzerepülő           |                            |
| 2007    | Mendika                |                            |
| 2008    | Álombálom              |                            |
| 2010    | Szikraszemű            | Искорка в глазах           |
| 2016    | Mennyből az angyal     |                            |

| Другие релизы | Другие релизы       | Другие релизы                                                         |
| ------------- | ------------------- | --------------------------------------------------------------------- |
| 2001          | A nagy mesealbum    | Большой сборник сказок - в сотрудничестве с несколькими исполнителями |
| 2002          | Bakaballada         | Солдатская баллада - в сотрудничестве с Хобо                          |
| 2003          | A nagy mesealbum II | Большой сборник сказок II                                             |
| 2006          | Üvegtigris 2        | Стеклянный тигр 2                                                     |
| Дьула Сарка   |                     |                                                                       |
| 2004          | Alku                | Сделка                                                                |
| 2007          | Bor és a lányka     | Вино и Дева                                                           |
| Тамаш Сарка   |                     |                                                                       |
| 2004          | Anonymus            |                                                                       |